# Парк (окръг, Индиана)
Вижте пояснителната страница за други значения на Парк.
Окръг Парк (на английски: Parke County) е окръг в щата Индиана, Съединени американски щати. Площта му е 1165 km², а населението е 16 156 души (1 април 2020). Административен център е град Роквил.